# Sonia Shirsat
Sonia Shirsat, född 1980 i Ponda i den indiska delstaten Goa är en fadosångerska. Hon började sjunga inför publik när hon var sju år. Hennes pappa var läkare och brukade sjunga hinduiska sånger. Hennes mormar och mamma var katolik brukade också sjunga under sitt arbete. Hon studerade juridik vid V.M. Salgaocar College of Law. Hennes professionella karriär började 1999 då hon sjöng i fakultetens Musikgrupp
Några år senare fick Shirsat kontakt med en portugisisk gitarrist, Antonia Chainho som ledde en kurs i gitarrspel och lärde sig också musikstilen Fado.